# Guillaume de Beaumont-Gâtinais
 (juin 2024).
Si vous disposez d'ouvrages ou d'articles de référence ou si vous connaissez des sites web de qualité traitant du thème abordé ici, merci de compléter l'article en donnant les références utiles à sa vérifiabilité et en les liant à la section « Notes et références ».
Guillaume de Beaumont-Gâtinais (1215-1269), seigneur de Beaumont-du-Gâtinais et de Villemomble et comte de Caserte, dit Pied-de-Rat.
Guillaume de Beaumont-Gâtinais est issu de la Famille Beaumont-Gâtinais. Il est le fils de Jean Ier de Beaumont-Gâtinais et de dame Alix de Villemomble.
En 1230, il épouse dame Jeanne d'Acquigny. Ils eurent trois filles et un fils : 
- Agnès de Beaumont-Gâtinais, (1230 - 1261), femme de Bouchard II de Marly
- Marguerite de Beaumont-Gâtinais, de Beaumont-sur-Oise et de Brétigny (1240 - )
- Guillaume de Beaumont-Gâtinais, seigneur de Passy et Villemomble, (1240 - 1268)
- Isabelle de Beaumont-Gâtinais, Comtesse de Caserte, (1250 - 1277), femme de Guy VIII de Laval.

Guillaume de Beaumont-Gâtinais sera nommé par le roi de France, saint Louis, commandant des troupes de débarquement en Angleterre.
Il devient comte de Caserte en Italie.
Il meurt en 1269 et sera inhumé dans l'abbaye de Port-Royal au côté de sa fille Agnès morte quelques années avant et généreuse bienfaitrice à cette abbaye.